# Amegilla zonata
Amegilla zonata is een vliesvleugelig insect uit de familie de bijen en hommels (Apidae). De wetenschappelijke naam is gepubliceerd in 1758 door Linnaeus in de tiende editie van Systema naturae.